# Schwandorf
The city of Schwandorf is the seat of huyện Schwandorf bang Bayern thuộc nước Đức.

## Sister cities
- Libourne (Pháp)
- Sokolov (Cộng hòa Séc)